# Brausch Niemann
Ambraüsus "Brausch" Niemann (Durban, 7 januari 1939) is een voormalig Formule 1-coureur uit Zuid-Afrika. Hij nam deel aan zijn thuisrace in 1963 en 1965 voor het team Lotus, maar finishte in de eerste als veertiende en in de tweede wist hij zich niet te kwalificeren, dus scoorde hij geen punten.